# 10 groszy 1949

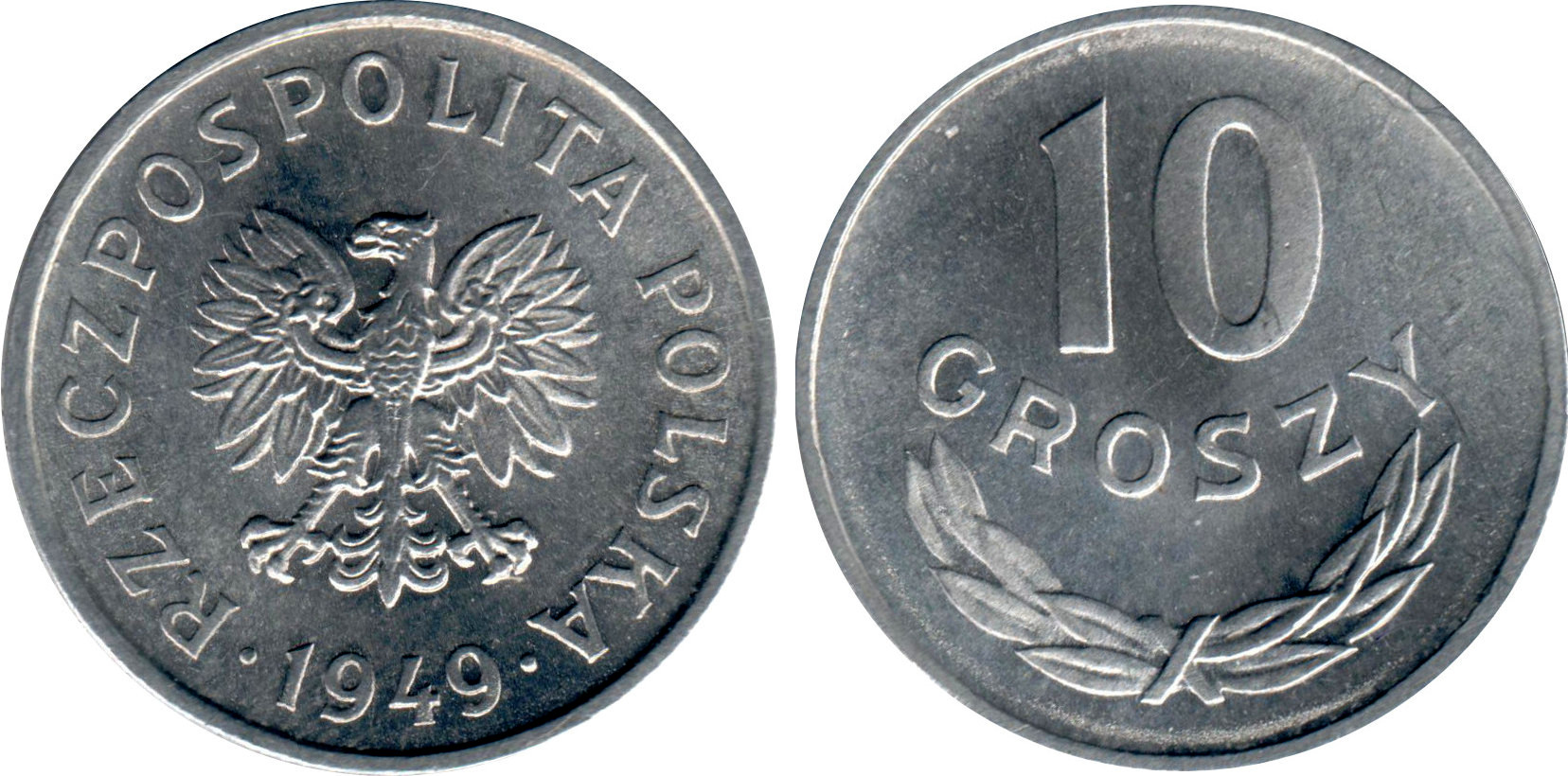
Odmiana w alupolonie

10 groszy 1949 – moneta dziesięciogroszowa wybita w miedzioniklu i alupolonie. Odmiana w miedzioniklu wprowadzona do obiegu w dniu reformy walutowej z 30 października 1950 r., zarządzeniem z 14 lutego 1951 r. (M.P. z 1951 r. nr 14, poz. 196), odmiana alupolonie 26 września 1956 r. zarządzeniem Ministra Finansów z 12 września 1956 (M.P. z 1956 r. nr 80, poz. 963). Moneta została wycofana z obiegu z dniem denominacji 1 stycznia 1995 r. zarządzeniem prezesa Narodowego Banku Polskiego z 18 listopada 1994 r. (M.P. z 1994 r. nr 61, poz. 541).
Na monecie nie ma umieszczonego znaku mennicy.

## Awers
W centralnym punkcie umieszczono godło – orła bez korony, poniżej rok 1949, dookoła napis „RZECZPOSPOLITA POLSKA” (nazwa państwa obowiązująca do 1952 roku).

## Rewers
Na tej stronie monety znajdują się cyfry „10", poniżej napis „GROSZY” wygięty w formę łuku, pod spodem, również w formie łuku, gałązka laurowa przepasana wstążką.

## Nakład
Moneta została wybita z rantem gładkim na krążku o średnicy 17,6 mm, masie 2 gramów (miedzionikiel) oraz 0,7 grama (alupolon), według projektu Andreja Petera. Odmianę w miedzioniklu wybito w 1949 r. w liczbie 200 000 000 sztuk w Kremnicy. Odmianę w alupolonie wybito w 1956 r. w mennicy w Warszawie w liczbie 31 046 695 sztuk.

## Opis
Średnica monety jest identyczna ze średnicą dziesięciogroszówki z 1923 roku bitej w okresie II Rzeczypospolitej i Generalnego Gubernatorstwa. Masa odmiany miedzioniklowej jest identyczna z masą dziesięciogroszówki z 1923 roku bitej w okresie II Rzeczypospolitej.
Odmiana w alupolonie już w dniu wprowadzania do obiegu miała niepoprawną nazwę państwa – od 1952 r. była to Polska Rzeczpospolita Ludowa.
Od 1961 roku aż do dnia denominacji z 1 stycznia 1995, w obiegu krążyły obok siebie dziesięciogroszówki z dwoma wariantami nazwy państwa:
- Rzeczpospolita Polska (1949) oraz
- Polska Rzeczpospolita Ludowa (1961–1985).

## Wersje próbne
Istnieją wersje tej monety należące do serii próbnych w mosiądzu i niklu pierwsza z wklęsłym druga wypukłym napisem „PRÓBA”, wybite w nakładzie 100 i 500 sztuk odpowiednio. Katalogi podają również istnienie wersji próbnej technologicznej w tombaku wybitej w nieznanym nakładzie.